# District de Litoměřice
Le district de Litoměřice (en tchèque : okres Litoměřice) est un des sept districts de la région d'Ústí nad Labem, en Tchéquie. Son chef-lieu est la ville de Litoměřice.

## Liste des communes
Le district compte 105 communes, dont 11 ont le statut de ville (město, en gras) et 2 celui de bourg (městys, en italique) :

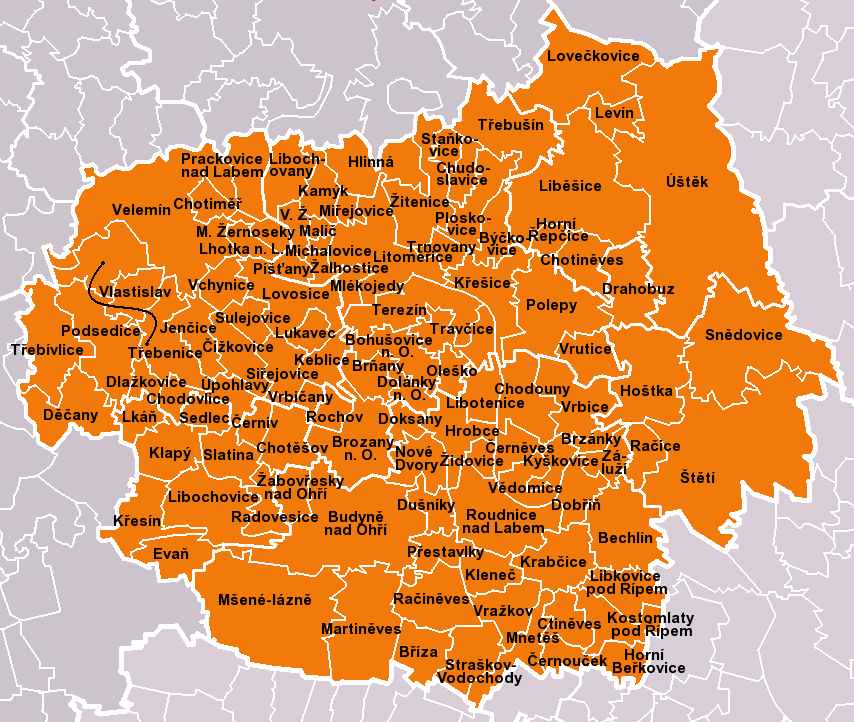
Carte du district de Litoměřice.

Bechlín •
Bohušovice nad Ohří •
Brňany •
Brozany nad Ohří •
Brzánky •
Bříza •
Budyně nad Ohří •
Býčkovice •
Černěves •
Černiv •
Černouček •
Chodouny •
Chodovlice •
Chotěšov •
Chotiměř •
Chotiněves •
Chudoslavice •
Čížkovice •
Ctiněves •
Děčany •
Dlažkovice •
Dobříň •
Doksany •
Dolánky nad Ohří •
Drahobuz •
Dušníky •
Evaň •
Hlinná •
Horní Beřkovice •
Horní Řepčice •
Hoštka •
Hrobce •
Jenčice •
Kamýk •
Keblice •
Klapý •
Kleneč •
Kostomlaty pod Řípem •
Krabčice •
Křesín •
Křešice •
Kyškovice •
Levín •
Lhotka nad Labem •
Liběšice •
Libkovice pod Řípem •
Libochovany •
Libochovice •
Libotenice •
Litoměřice •
Lkáň •
Lovečkovice •
Lovosice •
Lukavec •
Malé Žernoseky •
Malíč •
Martiněves •
Michalovice •
Miřejovice •
Mlékojedy •
Mnetěš •
Mšené-lázně •
Nové Dvory •
Oleško •
Píšťany •
Ploskovice •
Podsedice •
Polepy •
Prackovice nad Labem •
Přestavlky •
Račice •
Račiněves •
Radovesice •
Rochov •
Roudnice nad Labem •
Sedlec •
Siřejovice •
Slatina •
Snědovice •
Staňkovice •
Straškov-Vodochody •
Sulejovice •
Štětí •
Terezín •
Travčice •
Trnovany •
Třebenice •
Třebívlice •
Třebušín •
Úpohlavy •
Úštěk •
Vědomice •
Velemín •
Velké Žernoseky •
Vchynice •
Vlastislav •
Vražkov •
Vrbice •
Vrbičany •
Vrutice •
Záluží •
Žabovřesky nad Ohří •
Žalhostice •
Židovice •
Žitenice

## Principales communes
Population des principales communes du district au 1er janvier 2023 et évolution depuis le 1er janvier 2022 :
| Litoměřice          | 23 124 | en augmentation |
| Roudnice nad Labem  | 12 747 | en augmentation |
| Lovosice            | 8 803  | en augmentation |
| Štětí               | 8 572  | en augmentation |
| Libochovice         | 3 413  | en stagnation   |
| Úštěk               | 2 883  | en augmentation |
| Terezín             | 2 881  | en augmentation |
| Bohušovice nad Ohří | 2 469  | en augmentation |
| Budyně nad Ohří     | 2 180  | en augmentation |
| Třebenice           | 1 918  | en augmentation |